# 財務省設置法
財務省設置法（ざいむしょうせっちほう、平成11年7月16日法律第95号）は、財務省の設置ならびに任務および所掌事務を定め、所掌する行政事務を遂行するために必要な組織に関する日本の法律である。
所管官庁は、財務省である。

## 概要
財務省を設置する根拠となる法律である。その長は財務大臣と定められている（第2条第2項）。

## 構成
- 第1章 総則（第1条）
- 第2章 財務省の設置並びに任務及び所掌事務
  - 第1節 財務省の設置（第2条）
  - 第2節 財務省の任務並びに所掌事務（第3条・第4条）
- 第3章 本省に置かれる職及び機関
  - 第1節 特別な職（第5条）
  - 第2節 審議会等（第6条-第8条の2）
  - 第3節 削除
  - 第4節 地方支分部局（第12条-第17条）
- 第4章 国税庁
  - 第1節 設置並びに任務及び所掌事務
    - 第1款 設置（第18条）
    - 第2款 任務及び所掌事務（第19条・第20条）

  - 第2節 審議会等（第21条）
  - 第3節 特別の機関（第22条）
  - 第4節 地方支分部局（第23条・第24条）
- 第5章 雑則（第25条-第27条）
- 附則

## 沿革
- 1949年（昭和24年）5月31日、大蔵省設置法（昭和24年法律第144号）が公布、一部規定を除き同年6月1日施行。
- 1999年（平成11年）7月16日、財務省設置法（平成11年法律第95号）が公布。中央省庁等改革関係法施行法第2条[1]により、2001年（平成13年）1月6日施行。同日実施の中央省庁再編にあたり、上記の大蔵省設置法は、中央省庁等改革のための国の行政組織関係法律の整備等に関する法律（平成11年7月16日法律第102号）第4条柱書及び第4号[2]により廃止された。

## 財務省の任務規定
任務規定の第3条には「健全な財政の確保を図ること」とする規定があるが、これは旧大蔵省設置法の任務規定には無かったものである。
これに対して、国債による財政出動を主張する積極財政論者から批判されることがある。